# Borg McEnroe
Borg McEnroe è un film del 2017 diretto da Janus Metz.
La pellicola narra la celebre rivalità tra i due tennisti Björn Borg e John McEnroe, interpretati rispettivamente da Sverrir Gudnason e Shia LaBeouf, che si sono affrontati ben quattordici volte tra il 1978 ed il 1981, con sette vittorie ciascuno; nello specifico la pellicola racconta la sfida al torneo di Wimbledon del 1980.

## Trama
Nel 1980, il composto campione di tennis svedese Björn Borg e l'irascibile emergente statunitense John McEnroe si preparano a competere al Torneo di Wimbledon. Essendo l'attuale numero uno al mondo, Borg è sottoposto a un'enorme pressione per vincere il suo quinto titolo consecutivo a Wimbledon; inoltre Borg, che a Monaco, si sente a disagio per via della sua celebrità, mentre la sua fidanzata e collega Mariana Simionescu lotta con la mancanza di controllo sulle loro vite.
Dei flashback mostrano il giovane Borg sospeso a causa di scatti d'ira in campo. Lennart Bergelin, campione in pensione e capitano della Coppa Davis, nota il potenziale di Borg e il suo insolito rovescio, e decide di diventare il suo allenatore. Borg lotta con il suo temperamento e si scontra con Bergelin, che viene pressato per far entrare il 15enne Björn come il più giovane giocatore di Coppa Davis di sempre. Bergelin cede, ma esorta Borg a nascondere le sue emozioni e a incanalarle nel suo gioco.
Da bambino, McEnroe idolatra Borg ed è uno studente dotato, ma ha difficoltà con le grandi aspettative dei suoi genitori. A 21 anni, McEnroe è il giocatore di tennis numero due e una stella nascente, determinato a vincere il suo primo titolo a Wimbledon. In netto contrasto con il notoriamente imperturbabile Borg, McEnroe è incline a scoppi di rabbia e scontri con gli arbitri, proprio come capitava a Borg nella sua giovinezza.
Arrivato a Londra, Borg espone la sua meticolosa routine di Wimbledon e McEnroe disegna la sua staffa del torneo sul muro della sua stanza d'albergo. Procedono attraverso il primo e il secondo turno e McEnroe e il suo compagno di squadra Vitas Gerulaitis discutono delle voci riguardanti le abitudini superstiziose di Borg, tra cui la messa a punto delle sue racchette e le stanze di raffreddamento per abbassare la sua frequenza cardiaca.
Quando il terzo turno viene sospeso a causa della pioggia, un Borg sopraffatto si scaglia contro Bergelin e Mariana. I flashback su Borg che vince il suo primo Roland Garros nel 1974 e Wimbledon nel 1976, come giocatore più giovane di sempre in ogni torneo, sottolineano la pressione che la sua carriera ha esercitato su di lui. Quella sera, Bergelin e Mariana si commiserano per il costo che il successo di Björn ha richiesto alle loro vite.
Nei quarti di finale, McEnroe affronta il suo compagno di doppio Peter Fleming. Il giorno della partita snobba Fleming, il quale lo accusa di avergli rubato la cavigliera. McEnroe vince e cerca di riconciliarsi, ma Fleming avverte John che non è molto amato e che sarà ricordato solo per il suo brutto carattere anziché per il suo talento. Il padre di McEnroe arriva a Londra per vederlo giocare.
Borg vince la sua semifinale, ma fa ancora fatica a gestire la pressione. L'anno precedente accetta di ricreare un filmato casalingo per un'intervista televisiva, giocando a tennis fuori dalla casa della sua infanzia a Stoccolma, ma si innervosisce quando non riesce a rivivere l'esperienza esatta e se ne va. A Wimbledon, Borg viene confortato da Bergelin e riafferma il suo impegno a vincere.
La reputazione di McEnroe e il suo atteggiamento provocatorio lo portano a essere fischiato dal pubblico per tutta la semifinale. Vince, ma esce furibondo da una controversa conferenza stampa post-partita e in seguito completa la sua staffa fatta a mano: Borg affronta McEnroe nella finale di Wimbledon.
Inizia la partita finale, con la fiducia del pubblico alta per l'atteso quinto titolo di Borg, mentre McEnroe viene nuovamente fischiato. McEnroe domina inaspettatamente il primo set, ma Borg vince il secondo. McEnroe sceglie di non reagire in modo eccessivo alle chiamate discutibili e riceve brevi parole di incoraggiamento da Borg, che vince il terzo set. Il quarto set si conclude con un tie break senza precedenti e punitivo, vinto da McEnroe. Nonostante abbia sprecato sette match point, Borg si riprende per vincere il quinto set e il titolo, mentre la sportività di McEnroe riceve una standing ovation.
All'aeroporto, Borg e McEnroe si lasciano in termini amichevoli. Un epilogo rivela che John ha sconfitto Björn al successivo campionato di Wimbledon, con Borg che si è ritirato quell'anno all'età di 25 anni, ma in seguito sono diventati grandi amici: "Ex rivali, migliori nemici".

## Personaggi
- Björn Borg, interpretato da Sverrir Gudnason: campione di tennis svedese, dal carattere freddo, non faceva mai trasparire emozioni in campo e fuori.[3].
  - Il giovane Bjorn Borg, dai 9 ai 14 anni, è interpretato da Leo Borg, tennista figlio del campione svedese.
- John McEnroe, interpretato da Shia LaBeouf: campione di tennis statunitense, dal carattere ribelle ed incline agli scatti d'ira verso spettatori e arbitri.[3]
- Lennart Bergelin, interpretato da Stellan Skarsgård: ex tennista svedese, allenatore di Borg.[3]
- Mariana Simionescu, interpretata da Tuva Novotny: tennista romena e fidanzata di Borg.[3]
- Vitas Gerulaitis, interpretato da Robert Emms: tennista statunitense e noto playboy.[3]

## Produzione
Nel maggio 2016 viene annunciato l'avvio del progetto del film sulla rivalità tra Borg e McEnroe.

### Riprese
Le riprese del film iniziano nell'agosto 2016 e si svolgono tra Göteborg, Praga, Londra ed il Principato di Monaco. Altre riprese vengono effettuate nella cittadina di Södertälje, dove Borg è cresciuto ed ha iniziato a giocare a tennis.

## Promozione
Il primo teaser trailer del film viene diffuso il 18 maggio 2017.

## Distribuzione
La pellicola è stata distribuita nelle sale cinematografiche svedesi a partire dal 6 settembre 2017, mentre il giorno seguente è stata presentata al Toronto International Film Festival. In Italia viene distribuita a partire dal 9 novembre 2017.

## Riconoscimenti
- 2017 - Festa del Cinema di Roma[8]
  - Premio del pubblico BNL
- 2017 - Guldbagge
  - Miglior attore non protagonista a Stellan Skarsgård
  - Migliori effetti visivi a Torbjörn Olsson e Alex Hansson
  - Candidatura a miglior attore non protagonista a Shia LaBeouf
  - Candidatura a migliori costumi a Kicki Ilander
  - Candidatura a migliore musica originale a Jonas Struck, Vladislav Delay, Jon Ekstrand e Carl-Johan Sevedag
  - Candidatura a migliore scenografia a Lina Nordqvist
- 2018 - David di Donatello[9]
  - Candidatura per il miglior film dell'Unione europea
- 2018 - European Film Awards
  - Candidatura per il miglior attore a Sverrir Gudnason
  - Candidatura per il premio del pubblico